# Hapalemur occidentalis
Espèce
Statut de conservation UICN

 VU A2cd : Vulnérable
Statut CITES
Répartition géographique
L'Hapalemur gris occidental (Hapalemur occidentalis) est une espèce de primate lémuriforme appartenant à la famille des Lemuridae. La taille totale de ce primate est de 55-67 cm, dont plus de la moitié pour la queue, et son poids moyen est d'un peu moins de 1 kg. Il vit dans plusieurs domaines discontinus du nord et de l'ouest de Madagascar, y compris l'Ankarana et Analamerana au nord, Sambirano et la péninsule d'Ampasindava au nord-ouest, et dans plusieurs zones à l'ouest entre le Mahavavy et le fleuve Tsiribihina.

## Écologie
Leur habitat préféré est la forêt sèche à feuilles caduques et la forêt humide avec des zones de bambous. Mais ils peuvent vivre dans des peuplements de bambous entourés de rizières et d'autres territoires agricoles. Ils vivent en groupes de six individus et sont actifs généralement la nuit. Les femelles ont une période de gestation de 137 à 140 jours et donnent naissance généralement à un seul petit, d'octobre à janvier. Leur nourriture comprend des fruits, des fleurs de liane et du bambou. Les espèces de bambou incluent Dendrocalamus giganteus , Ochlandra capitata et Phyllostachys aurea . Ils coexistent avec d'autres espèces de lémuriens.